# Dominique Larifla
Dominique Larifla, né le 6 juillet 1936 à Petit-Bourg (Guadeloupe), est un homme politique français.

## Biographie
Dominique Larifla siège au Sénat français de 1995 à 2004 et à l'Assemblée nationale française de 1988 à 1993.
En 1994, il fonde le parti GUSR, qu'il préside durant 10 ans.

## Détail des fonctions et des mandats
Mandats locaux
- 1971 - 1977 : Adjoint au maire de Petit-Bourg
- 1977 - 1983 : Maire de Petit-Bourg
- 1983 - 1989 : Maire de Petit-Bourg
- 1989 - 1994 : Maire de Petit-Bourg
- 1979 - 1985 : Conseiller général du canton de Petit-Bourg
- 1985 - 1992 : Conseiller général du canton de Petit-Bourg
- 1992 - 1994 : Conseiller général du canton de Petit-Bourg
- 1983 - 1985 : Vice-président du conseil général de la Guadeloupe
- 1985 - 1998 : Président du conseil général de la Guadeloupe
- 1992 - 1993 : Vice-président du conseil régional de la Guadeloupe

Mandats parlementaires
- 23 juin 1988 - 1er avril 1993 : Député de la 3e circonscription de la Guadeloupe
- 24 septembre 1995 - 30 septembre 2004 : Sénateur de la Guadeloupe

## Distinctions
- Chevalier de l'ordre national du Mérite[1].
- Médaille pénitentiaire (1994)[2]